# ضد إرادتنا
ضد إرادتنا: الرجال والنساء والاغتصاب هو كتاب صدر سنة 1975 عن الاغتصاب من قبل سوزان براون ميلر.
وينسب الكتاب على نطاق واسع مع تغيرات النظرة العامة والمواقف حول الاغتصاب، ولكن تم رفض العديد من حجج سوزان في الكتاب من قبل الأدباء.

## الملخص
تنتقد سوسان براونميلير في هذا الكتاب نظرة العديد من الكتاب الآخرين عن الاغتصاب، مثل: سيغموند فرويد، وكارل ماركس، وفريدريك إنجلز. تجادل الكاتبة بأن «ما الاغتصاب إلا حالة من الوعي لدى الرجل، وفيه يُخضِع المراة لرغبته تحت تهديد قوي، وحالةٍ من الفزع». وتستخدم دليلًا لتؤكد صحة كلامها، بأنه لا يوجد في عالم الحيوان ذكر يغتصب أنثى في البيئة الطبيعية ، وفي الظروف الآمنة. تتحدى براونميلير في هذا الكتاب الفكرة النمطية لدى الجميع، والقائلة بأن النساء تستحق ما تتعرض له من اغتصاب، هذه الفكرة التي يدعمها كلينتون دافي وآخرون. تصف أيضًا سوسان الاغتصاب في الحرب، مما يضاد مبدأ فرويد، وما قاله من أوهامٍ عن اغتصاب النساء. وتقارن «أوهام فرويد»، بعمليات القتل بدون محاكمة، وبدون وجه الحق، والتي ارتكبها الرجال ذوي البشرة البيضاء الأمريكان، ضد الآخرين من الأمريكيين الأصل الأفريقي.
هذه المقارنة تهدف لرفع وعي الناس بشأن جريمة الاغتصاب؛ لأنه في الماضي كانت تعتبر جريمة القتل بدون محاكمة أمرًا عاديًا، تقبله المجتمعات ولا تدينه. لكن على أية حال، الأوضاع اختلفت الآن، تغيرت المجتمعات، وصار الناس أكثر وعيًا بخطورة هذه الجريمة، وتبدل سلوك الناس نحوها. ولم يقتصر التغيير على رأي الناس وسلوكياتهم فحسب، بل وسُنّت القوانين أيضًا لتمنع الناس عن ارتكاب هذه الجريمة. بالنسبة لبراونميلير، هذا ما تتمنى أن يحدث أيضًا بالنسبة لجريمة الاغتصاب يومًا ما.

### مناقشة
ينسب واسع الفضل إلى كتاب ضد إرادتنا؛ لأنه أشعل فتيل التغيير في نفوس العديد من قرائه، حيث غير وجهة نظرهم نحو موضوع اغتصاب النساء، وبدل من سلوكياتهم أيضًا. ويمكننا الاستشهاد على أن هذا الكتاب حقق ما طمحت براونميلير إليه؛ لأنه تُبِعَ بتغييرات في القوانين. نعم، فقد سُنّت قوانين بخصوص جريمة الاغتصاب: فالآن القانون الجنائي للولايات المتحدة يطلب شهادة مدعومة للاغتصاب، والتي سمحت لمحامي المدعى عليه بتقديم أدلة في المحكمة بشأن التاريخ الجنسي السابق للضحية.
وبهذا، كتبت ماري ايلين جايل في مراجعتها في «ذا نيو يورك تايمز» أن كتاب ضد إرادتنا يستحق أن يكون من ضمن تلك الكتاب، والتي لا يخلو منها منزل. يجب أن نضيفه على الرف الذي توجد به أكثر الكتب ندرةً في مجال المشاكل الاجتماعية. هذه الكتب التي تجبرنا على إعادة النظر في كل ما نعرفه عن أنفسنا، عن كل تلك الأمور المسلم بها، وعن تلك المسؤوليات التي نتملص منها. .
تم تضمينه في «وومن رايز» على أنه: من كتب القرن العشرين في مكتبة نيويورك العامة. أعطى الناقد كريستوفر ليمان-هاوبت الكتاب مراجعة إيجابية في في صحيفة «نيويورك تايمز»، مشيراً إلى أن براونميلر «طرحت مجموعة هائلة من المعلومات في أداة متعددة الأغراض" أعطت برنامجًا لتحديث قوانين الاغتصاب مع الأخذ في الاعتبار معالجة الاغتصاب في الحرب بالتفصيل مفرط وخدر.
وقد اتخذ البعض وجهة نظر حسساسة عن الكتاب. نبذ الناقد مثلي الجنس جون لاوريستسن كتاب ضد إرادتنا، ووصفه بأنه «قطعة غير مطابقة لمواصفات العمل من البداية إلى النهاية: سخيف غير دقيق، رجعي، غير نزيه، ومكتوب بشكل فظ.»
وقد انتقدت إستنتاجات سوزان حول دوافع مرتكبي جرائم الاغتصاب من قبل العالم بعلم الأنسان (الأنثروبولوجيا) دونالد سايمونز في تطور النشاط الجنسي البشري (1979), وراندي ثورنهيل وكريغ بالمر, في التاريخ الطبيعي للاغتصاب (2000). 
دعا الناقد الأدبي كميل باليا كتاب ضد إرادتنا حسن النية، ولكنه مع ذلك رفض أن يكون مثالا للـ«القيود المفروضة على افتراضات من الطبقة البيضاء المتوسطة في فهم الحالات العاطفية الشديدة أو الأفعال.»
كتب عالم البيئة السلوكية جون ألكوك أنه في حين ادعت سوزان أنه لا يوجد أغتصاب في عالم الحيوان في بيئتها الطبيعية، كان هناك بالفعل «أدلة وافرة» عن جماع قسري بين الحيوانات في عام 1975، وتراكمت لدينا أدلة أخرى منذ ذلك الحين.